# Xàrovo
Xàrovo (en rus: Шарово) és un poble de l'óblast de Briansk, a Rússia, segons el cens del 2013 tenia 216 habitants. Pertany al districte de Komàritxi.